# Калмановский, Соломон Моисеевич
Соломо́н Моисе́евич Калмано́вский (15 мая (27 мая) 1897, Могилёв — 3 марта 1966, Челябинск) — советский хирург, педагог. Доктор медицинских наук. Заслуженный врач РСФСР.

## Биография
Родился в Могилёве в семье земского врача Мовши Шевелевича Калмановского (1868—?). В 1919 окончил медицинский факультет Саратовского университета, где после службы в Красной Армии (с 1922) учился в клинической ординатуре. С 1923 заведующий хирургическим отделением в Саратове, Магнитогорске. С 1934 жил и работал в Челябинске. Был первым доктором наук из практических врачей в Челябинске. В 1939 научный консультант областной больницы. В 1941-44 ведущий хирург мед. эвакуационного пункта-98, заведующий отделением госпиталя-423 и одновременно заведующий кафедрой медицинского института, в 1945 профессор. С 1955 ведущий хирург госпиталя восстановительной хирургии, с 1957 — туберкулезного диспансера.
Двоюродный брат композитора, народного артиста СССР Э. С. Колмановского.
Похоронен на Успенском кладбище Челябинска.

## Сочинения
- Свободная пластика дефектов больших трубчатых костей // Новый хирург. арх. 1923. Т. 4, кн. 1;
- Некоторые данные о патогенезе ожогов в эксперименте // Хирургия. 1938. № 5;
- Принципы рационального лечения термических ожогов // Там же. 1939. № 1;
- Огнестрельные остеомиелиты и нагноившиеся переломы // Госпитал. дело. 1944. № 1, 2.